# Urobatis jamaicensis
La raya amarilla (Urobatis jamaicensis) es una especie de pez elasmobranquio del orden Rajiformes muy común en el Caribe mexicano y, en general, en el Golfo de México, de la península de la Florida hasta el norte de Brasil.

## Características
Es una raya de talla menor, aproximadamente 40 cm de diámetro de disco y una longitud total de 70  cm. Es una de las únicas especies de raya en el Caribe con aleta caudal al final de la cola. Posee un estilete o lanceta como otras rayas y hay quien piensa que son venenosas, lo cual no está claro.
La coloración de estos animales varía según el entorno, desde un muy pálido amarillo, casi blanco, hasta amarillos y anaranjados intensos, con puntilleo negro sobre toda la superficie corporal y manchas blancas circulares, todo alrededor del disco, por debajo de los puntos negros.

## Historia natural
Se alimenta descubriendo crustáceos, anélidos y pequeños peces ocultos bajo la arena, conduciéndolos hacia su boca, usando las aletas. Habita fondos arenosos cercanos a los arrecifes de coral, en un rango de profundidad de entre 1 y 30 m. En ocasiones se encuentran en grades agrupaciones, cubriendo grandes extensiones con fines reproductivos. Gesta de uno a cinco crías, en un período que no está claro, que puede variar un poco dependiendo de la temperatura. Sus principales depredadores son en general peces de talla mayor, como los meros, en especial  Epinephelus striatus y tiburones como Sphyrna y Galeocerdo cuvier, entre otros.  

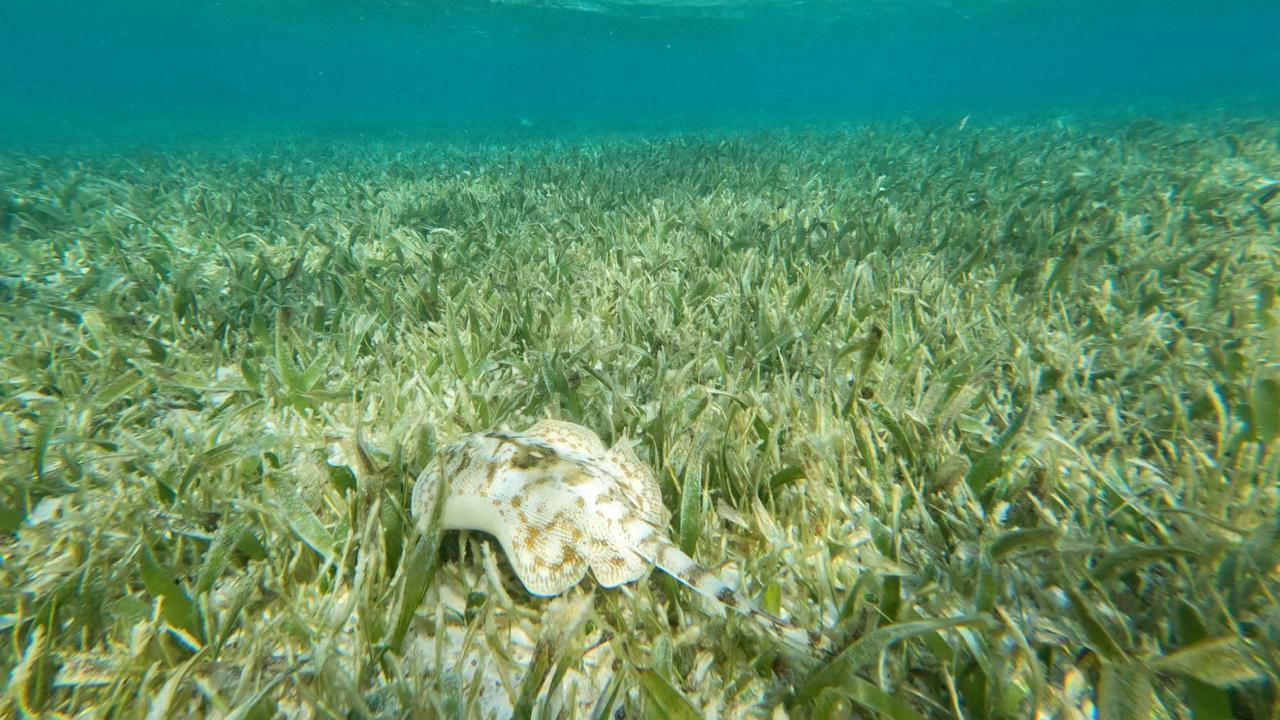
Raya amarilla en la laguna arrecifal de Mahahual, Quintana Roo, México. Foto tomada por Lourdes Samantha Lino Chávez.

## Cautividad

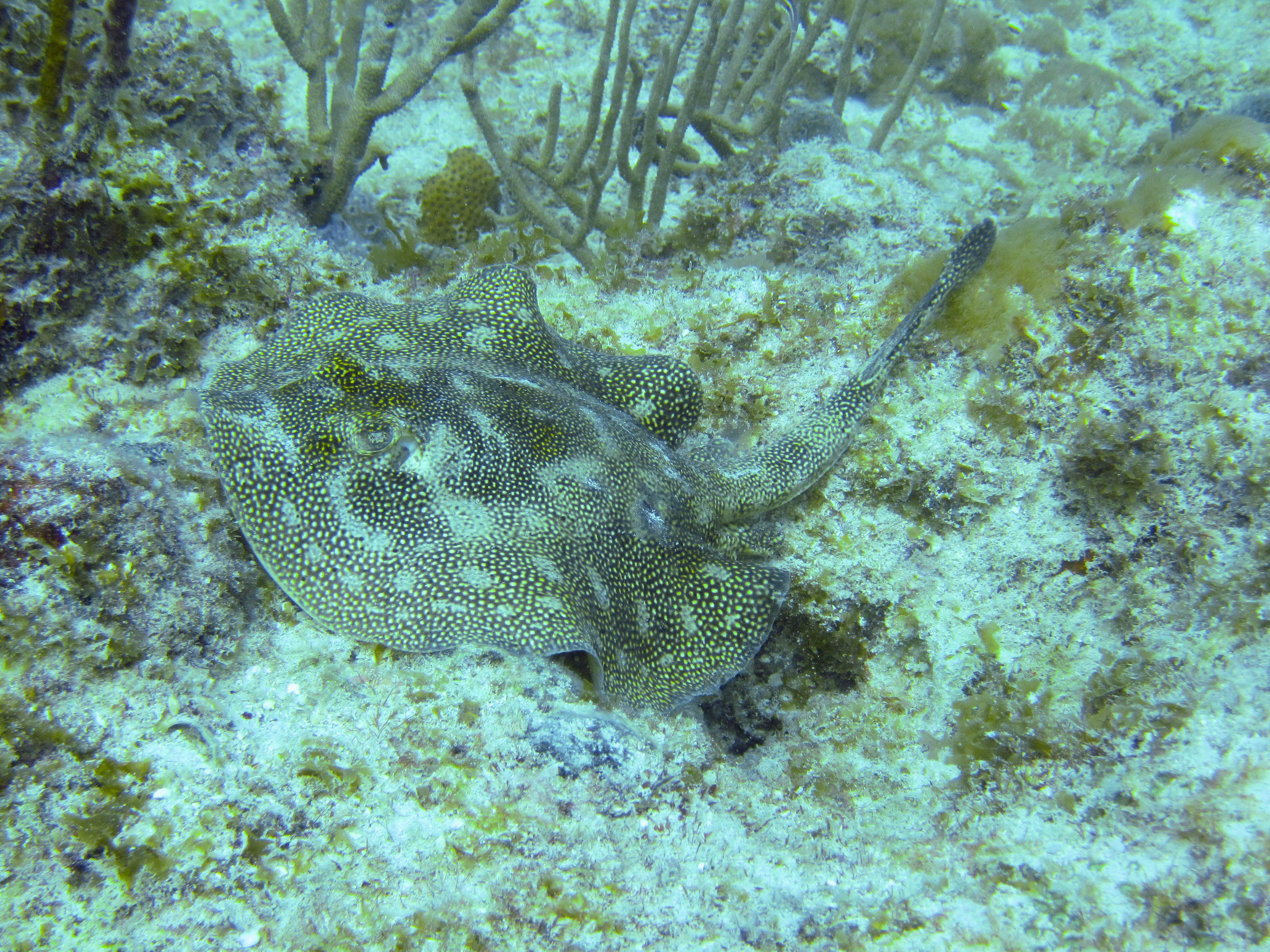
Urobatis jamaicensis en las costas de Miami.

En cautiverio es fácilmente adaptable a diferentes espacios y sustratos. En lo que se refiere a la calidad del agua son medianamente exigentes y soportan ciertas cantidades de nitratos y variaciones ligeras de temperatura. Son sumamente sensibles al cobre y metales pesados.
En sistemas cerrados, podemos decir que es en donde está mejor descrito, cuanto es el volumen idóneo de agua para mantenerlas en buena condición, así como los parámetros fisicoquímicos y de nutrimentos. La principal limitante es la comida que generalmente no cumple con todos los requerimientos nutricionales y el más claro ejemplo son los alimentos congelados.
Los adultos en cautiverio no requieren alimento vivo pero sí enriquecido o balanceado. Las crías inician con alimentos vivos bioencapsulados e inertes al mismo tiempo.
Esta especie no se considera en peligro de extinción o amenazada.

## Reproducción

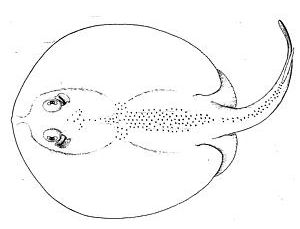
Morfología de la raya amarilla, Urobatis jamaicensis

Este animal es de reproducción sexual, de incubación interna en oviducto clasificación anterior: ovovivípara, sin reportes exactos de la frecuencia reproductiva, ni del tiempo de gestación.
Los machos se distinguen por las abrazaderas o seguros, que son estructuras anatómicas que generalmente se encuentran a los lados de la cloaca y debajo de la base de la cola junto a las aletas anales.
En vida silvestre se agregan en grandes grupos, bajo patrones de comunicación por contacto directo, son varios machos los que abordan una hembra, el macho muerde los márgenes del disco o las aletas, para luego dar un giro que lo hace quedar por debajo de la hembra confrontando así ambas porciones ventrales,  es cuando el macho inserta el “clasper”  o seguro en la cloaca de la hembra que es la cavidad donde confluyen o convergen los sistemas gástrico y genitourinario.
En cautiverio en el "Acuario Público del Parque Xcaret" se pudo constatar que gesta hasta dos veces al año durante cinco meses, dando origen hasta a 8 pequeñas rayas que nacen perfectamente adaptadas al medio gracias a cierto proceso de capacitación biológica por parte de la hembra que permite que las rayas entren en contacto con el agua del medio externo en el final de la gestación, ingresando agua al interior del útero que permite el nado de las crías y además se produce una secreción intrauterina que se le conoce como "leche intrauterina" misma que las rayas ingieren, activando así el sistema gastrointestinal antes de ser expulsadas durante el parto.